# Delphi Flexus
Il Delphi Flexus è una struttura geologica della superficie di Europa.